# Milioni che scottano
Milioni che scottano (Hot Millions) è un film del 1968 diretto da Eric Till.

## Trama
Un astuto truffatore, appena uscito di prigione, si fa assumere dalla società del signor Klemper facendosi passare per Caesar Smith, un esperto informatico. Col tempo, tramite manipolazioni operate sul computer centrale della ditta, sposta dei capitali su diverse società da lui stesso create in giro per il mondo, presso le cui sedi si reca per riscuotere il denaro.
Allarmata per l'iperlavoro del marito, Patty chiede a Gnatpole, braccio destro di Klemper, di diminuire gli impegni del marito. Questi inizia a sospettare e ad investigare. Prima che il suo superiore parta per l'Europa per indagare sulle società, Caesar si affretta a riscuotere i depositi presso le diverse banche e parte con la moglie, dopo averla messa al corrente della "sua attività", per le isole Bahamas.
Lo raggiungeranno Klemper e Gnatpole, ormai impotenti nei suoi confronti, ma sua moglie ha in serbo una sorpresa per tutti e tre.